# Pamfil (gra karciana)
| Niżnik żołędny i Walet Trefl |
| ---------------------------- |
|                              |

Pamfil (lub panfil) – dawna polska gra w karty, będąca polskim wariantem écarté, popularna w XVIII wieku. Nazwa jej pochodzi od najstarszej figury – pamfila, czyli niżnika żołędnego (waleta treflowego).

## Zasady gry
- Gra się niepełną talią kart polskich (32 sztuki – tzw. talią pikietową lub skatową) w trzy osoby, całą talią (36) – przy większej liczbie graczy.
- Starszeństwo kart jest następujące: pamfil (niżnik żołędny), tuz (as), król, wyżnik (dama), pozostałe niżniki (walety), kralka (dziesiątka), dziewiątka, ósemka, siódemka.
- Każdy z grających otrzymuje po pięć kart – najpierw trzy, potem dwie, ostatnia karta włożona pod spód talonu wskazuje na atut.
- Gracz po lewej rozdającego jest zobowiązany do grania (musi zebrać min. dwie lewy), może też wymienić jedną, kilka lub wszystkie karty, które trzyma w ręce na nowe z talonu. Następni gracze mogą zadeklarować udział w grze albo pasować. Jednakże sama wymiana karty zobowiązuje do grania.
- Obowiązuje dodawanie do koloru i przebijanie.
- Ten kto po rozdaniu lub po wymianie kart ma w ręku pięć kart jednego koloru, wygrywa partię bez rozgrywki (tzw. mucha). Jeżeli dwóch lub więcej graczy ma muchę pierwszeństwo ma ta w kolorze atutowym, w innym wypadku decyduje liczba punktów w kartach (figury po dziesięć pkt., blotki – stosownie do liczby oczek).

## Punktacja końcowa
- Gra deklarowana:
  - poniżej dwóch lew – minus 3 pkt.
  - dwie lewy – 0 pkt.
  - trzy lewy – 3 pkt.
  - cztery lewy – 4 pkt.
  - pięć lew – 5 pkt.
- Bez deklaracji gry:
  - brak lewy – 0 pkt.
  - za każdą zdobytą lewę – 1 pkt
- Dodatkowo:
  - mucha – 5 pkt.
- W obecności pamfila, czyli niżnika żołędnego, punkty za lewy i muchę liczą się podwójnie.

## Wariant gry
Łukasz Gołębiowski podaje nieco odmienną wersję pamfila (panfila), rozgrywanego najprawdopodobniej tzw. małą talią kart (24 szt.): po 3 karty rozdano trzem grającym, a wyświęcono jedną, dalej w miarę zabicia biorą karty. Kto ma panfila, przeciwko temu 2 gra, i łączą swe lewy, gracz więc stara się z tem ukryć, pokąd nie zyska przewagi, trudno ją zawsze nad dwóma pozyskać, ale też podwójna zapłata.